# 보니 피스
보니 피스(Bonnie Piesse, 1983년 8월 10일 ~ )는 오스트레일리아의 배우, 가수이다. 《스타워즈》 세계관의 베루 라스 역으로 이름을 알렸다.

## 출연 작품
- 오비완 케노비 (2022년) - 베루 라스 역
- 러브 이턴 (2011년)
- 세이버투스의 습격 (2005년)
- 스타워즈 에피소드 3: 시스의 복수 (2005년) - 베루 라스 역
- 스타워즈 에피소드 2: 클론의 습격 (2002년) - 베루 화이트선 역